# Johann Schiltberger
Johann Schiltberger (1381–1440) – giermek bawarskiego rycerza, wzięty do niewoli tureckiej pod Nikopolis w 1396 r. Brał udział w bitwie pod Ankarą z wojskiem tureckim. Swoje wspomnienia spisał po powrocie do rodzimej Bawarii w 1427 roku.